# Campeonato Europeo de Bádminton de 2016
El XXV Campeonato Europeo de Bádminton se celebró en La Roche-sur-Yon (Francia) del 26 de abril al 1 de mayo de 2016 bajo la organización de Badminton Europe (BE) y la Federación Francesa de Bádminton.
Las competiciones se realizaron en el pabellón Vendéspace de la ciudad francesa.

## Medallistas
| Evento               | Oro                                                   | Plata                                                  | Bronce                                                                                        |
| -------------------- | ----------------------------------------------------- | ------------------------------------------------------ | --------------------------------------------------------------------------------------------- |
| Individual masculino | Viktor Axelsen Dinamarca                              | Jan Jørgensen Dinamarca                                | Rajiv Ouseph · Inglaterra Marc Zwiebler · Alemania                                            |
| Dobles masculino     | Mads Conrad-Petersen Mads Pieler Kolding Dinamarca    | Kim Astrup Sørensen Anders Skaarup Rasmussen Dinamarca | Vladimir Ivanov · Ivan Sozonov · Rusia Marcus Ellis · Christopher Langridge · Inglaterra      |
| Individual femenino  | Carolina Marín · España                               | Kirsty Gilmour Escocia                                 | Line Kjærsfeldt Dinamarca Anna Thea Madsen Dinamarca                                          |
| Dobles femenino      | Christinna Pedersen Kamilla Rytter Juhl Dinamarca     | Eefje Muskens · Selena Piek · Países Bajos             | Samantha Barning · Iris Tabeling · Países Bajos Maiken Fruergaard · Sara Thygesen · Dinamarca |
| Dobles mixto         | Joachim Fischer Nielsen Christinna Pedersen Dinamarca | Niclas Nohr Sara Thygesen Dinamarca                    | Jacco Arends · Selena Piek · Países Bajos Mathias Christiansen · Lena Grebak · Dinamarca      |

## Medallero
| Núm. | País         | Oro | Plata | Bronce | Total |
| ---- | ------------ | --- | ----- | ------ | ----- |
| 1    | Dinamarca    | 4   | 3     | 4      | 11    |
| 2    | España       | 1   | 0     | 0      | 1     |
| 3    | Países Bajos | 0   | 1     | 2      | 3     |
| 4    | Escocia      | 0   | 1     | 0      | 1     |
| 5    | Inglaterra   | 0   | 0     | 2      | 2     |
| 6    | Alemania     | 0   | 0     | 1      | 1     |
| 6    | Rusia        | 0   | 0     | 1      | 1     |
|      | TOTAL        | 5   | 5     | 10     | 20    |